# Prunus ernestii
Espèce
Classification phylogénétique
Statut de conservation UICN

 CR B1+2c : 
En danger critique
Prunus ernestii est une espèce de plantes à fleurs de la famille des Rosaceae endémique de Colombie.
Selon Plants of the World Online, c'est un synonyme de Prunus guanaiensis var. guanaiensis.

## Publication originale
- Mutisia 56: 4, f. 2. 1983.